# Ghiacciaio Brunner
Il Ghiacciaio Brunner (in lingua inglese: Brunner Glacier),  è uno stretto e ripido ghiacciaio lungo 4 km, che scende dal fianco occidentale delle Cumulus Hills, tra il Landry Bluff e l'Halfmoon Bluff, per andare infine a confluire nel Ghiacciaio Shackleton, nei Monti della Regina Maud, in Antartide.
La denominazione è stata assegnata dalla Texas Tech Shackleton Glacier Expedition, la spedizione antartica della Texas Tech University diretta al Ghiacciaio Shackleton nel 1964–65, in onore del sergente scelto Donald R. Brunner, appartenente all'U.S. Army Aviation Detachment, che aveva dato supporto alla spedizione.